# مدیسون برنگل
 مدیسون برنگل (انگلیسی: Madison Brengle؛ زادهٔ ۳ آوریل ۱۹۹۰) یک تنیس‌باز اهل ایالات متحده آمریکا است.